# ЦЕР-11
ЦЕР-11 је рани дигитални мобилни војни теренски рачунар, коришћен у СФРЈ за ЈНА до 1988. године. Развијен је и конструисан у Институту „Михајло Пупин“ у Београду 1966. године. Заснован је на технологији транзисторских и диодних логичких кола, штампаних плоча, феритне матричне меморије и папирних бушених трака за телепринтер. Главни пројектанти система ЦЕР-11 су били: проф. др Тихомир Алексић (хардверски део рачунара) и проф. др Недељко Парезановић (софтверски део система), са неколико сарадника из Института „Михајло Пупин“ Београд (М. Момчиловић, Д. Христовић, М. Марић, М. Хрушка, П. Врбавац и други).
- Слике
- ЦЕР-11 рачунар (изглед изнутра)
- Меморијски излазни појачавачи (штампане плочице рачунара ЦЕР)